# Грег Айлс
Грег Айлс (на английски: Greg Iles) е американски писател на бестселъри в жанра трилър.

## Биография и творчество
Грег Айлс е роден на 8 април 1960 г. в Щутгарт, Германия, където баща му Джери Айлс е лекар към Медицинската клиника на посолството на САЩ по време на Студената война. Майка му Бети Айлс е учителка. През 1963 г. семейството се премества в САЩ и той отраства в Натчез, Мисисипи. Завършва с отличие гимназия „Тринити“, а през 1983 г. завършва Университета на Мисисипи с бакалавърска степен по английски език.
Тъй като първата му любов е музиката, след дипломирането си в продължение на няколко години участва в музикалната група „Frankly Scarlet“. Година след като се жени, в края на 1990 г. напуска групата и се посвещава на писателската си кариера пишейки по 18 часа на ден.
Първият му трилър „Spandau Phoenix“ е публикуван през 1993 г. и е история за нацисткия военнопрестъпник Рудолф Хес. Романът веднага става бестселър на „Ню Йорк Таймс“. Следващият му трилър „Black Cross“ също е бестселър и е удостоен с наградата на Мисисипи за литература.
През 1997 г. е издаден първият му психологически трилър „Мелниците на боговете“ от поредицата „Мисисипи“. Системният администратор на еротичен сайт Нарпър Коул открива, че жесток сериен убиец се възползва от сайта, за да набелязва своите жертви. Обвинен в съучастие той започва сложна игра, която да изкара престъпника на светло.
Следващият му трилър „24 часа“ от поредицата „Мисисипи“ през 2002 г. е екранизиран във филма „В капан“ с участието на Кевин Бейкън, Чарлийз Терон и Къртни Лав, а писателят пише сценарият за него.
През 2011 г. преживява тежка автомобилна катастрофа, в която губи част от десния си крак. Докато се възстановява от пораженията пише три романа, които образуват самостоятелна трилогия в поредицата му „Пен Кейдж“ започната през 1999 г.
Книгите му, започнали с истории за нацистите от края на Втората световна война и международни интриги от епохата на Студената война, преминават постепенно към сюжети с включени серийни убийци, похитители, и психопати. Всички романи имат сложна фабула, бързо темпо и изненадващ край. Те винаги са в списъците на бестселърите, преведени са на повече от 10 езика и са издадени в над 20 страни по света.
Заедно с писателите Дейв Бари, Ридли Пиърсън, Стивън Кинг, Скот Търоу, Ейми Тан, Мич Албом, Рой Блънт младши, Мат Грьонинг и Джеймс Макбрайд, в периода 1992 – 2012 г. участва в сборната музикална рок група „Rock Bottom Remainders“. През 2013 г. мемоарите на групата са издадени в книгата „Hard Listening“.
Грег Айлс живее със семейството си в Натчез, Мисисипи.

## Произведения

### Самостоятелни романи
- The Footprints of God (2003) – издаден и като „Dark Matter“
- Blood Memory (2005)
Кървав спомен, изд. ИК „ИнфоДАР“, София (2007), прев. Александра Павлова
- True Evil (2006)
- Third Degree (2007)

### Серия „Втората световна война“ (World War II)
1. Black Cross (1995)
2. Spandau Phoenix (1993)
Шпандау Феникс, изд. Книгоиздателска къща „Труд“, София (1996), прев. Ирина Васева

### Серия „Мисисипи“ (Mississippi)
1. Mortal Fear (1997)
Мелниците на боговете, изд. „Слово“, Велико Търново (1998), прев. Иларион Цонев
2. 24 Hours (2000) – издаден и като „Trapped“
3. Dead Sleep (2001)
Мъртвешки сън, изд. ИК „ИнфоДАР“, София (2006), прев. Венета Табакова
4. Sleep No More (2002)
Не заспивай!, изд. ИК „ИнфоДАР“, София (2008), прев. Венета Табакова

### Серия „Пен Кейдж“ (Penn Cage)
1. The Quiet Game (1999)
2. Turning Angel (2005)
3. The Devil's Punchbowl (2008)
4. Natchez Burning (2012)
5. The Bone Tree (2015)
6. The Unwritten Laws (2017)

- The Death Factory (2014)

### Документалистика
- Hard Listening (2013) – с други членове на групата „Rock Bottom Remainders“

### Екранизации
- 2002 В капан, Trapped – по романа „24 Hours“, сценарист